# ViP750
La ViP750 (acronimo di Voga in Piedi, 7,50 m) è una imbarcazione standard in alluminio per competizioni di voga in piedi riconosciuta dalla Federazione Italiana Canottaggio Sedile Fisso (FICSF). Nata nel 2010 dal progetto dell'arch. Bruno Maffezzoli si propone come punto di coagulo delle esperienze remiere italiane, con un'imbarcazione dai caratteri innovativi che pur collocandosi sulla tradizione delle classiche barche da Voga in Piedi, compie alcuni importanti passi in avanti in vista della diffusione della disciplina. Lo scopo della nuova imbarcazione è costruire un mezzo di confronto tra le specialità di Voga in Piedi per operare al fine di una sintesi nazionale delle stesse.

## Progetto
Il progetto ViP750 punta sull'economicità del mezzo, sulla facilità di trasporto, con lo scopo di creare una imbarcazione standardizzata, realizzata in serie, facilmente riproducibile e senza sensibili differenze strutturali tra i diversi modelli. Sacrifica i caratteri estetici in virtù di un contenimento dei costi e di una maggiore leggerezza.

## Caratteristiche Tecniche
La ViP750 è una barca lunga e affusolata, misura in lunghezza 750 cm ed il baglio nel punto di maggior larghezza è di 110 cm circa. È costruita in due segmenti stagni smontabili, per agevolare il trasporto, e pesa attorno agli 80 kg non armata. Lo scheletro è in lega di alluminio resistente alla salsedine, così come in alluminio sono i rivestimenti.
La ViP750, pur presentando fiancate non troppo basse per consentirne l'utilizzo anche in presenza di moto ondoso consistente, ha un'opera morta piuttosto contenuta ed è praticamente priva di prua e poppa fuori d'acqua. Essendo caratterizzata da struttura metallica è evidentemente meno delicata e contiene in modo sensibile i costi di manutenzione.

## Armo e complementi di voga
L'imbarcazione è armata a piacere, secondo le metodologie suggerite dalle diverse tradizioni locali. Le scalmiere (o forcole) sono tendenzialmente in acciaio e sono in fase di sperimentazione, da parte delle varie società remiere aderenti al progetto, diverse soluzioni tecniche per garantire la mobilità delle scalmiere per garantire il rapido e corretto bilanciamento del mezzo.
Le pedane ed i puntapiedi sono costruiti in compensato marino ed anch'essi dotati di dispositivi per la regolazione rapida. Completamente armata l'imbarcazione supera di poco il peso di 90 kg.

## Remi
I remi utilizzati variano in funzione della tradizione locale. Le realtà dedite alla variante veneta della Voga in Piedi utilizzano un remo più corto e leggero, con una forcola caratterizzata da fuoriscalmo contenuto. La tradizione sebina e gardesana privilegia invece un remo che supera spesso i 4,5 m di lunghezza ed i 6,5 cm di diametro, con forte fuoriscalmo che consenta un positivo rapporto di leve. Sono comunque ammesse soluzioni tecniche innovative. Questo sempre salvaguardando uno dei fondamentali principi dell'iniziativa che è quello del contenimento dei costi per favorire la massima diffusione.

## Competizioni
Si disputano ogni anno, a livello nazionale, una serie di gare di Coppa Italia, il campionato Nazionale e diverse competizioni locali sia agonistiche che amatoriali.

## Fonti
Sito della Federazione italiana Canottaggio Sedile fisso: 